# 木苹果属
木苹果属（学名：Feronia）是芸香科下的一个属，为有刺乔木植物。该属仅有一种，原产于印度。